# Dick de Winter
Dick Johan de Winter (Nederhorst den Berg, 23 april 1936 – Laren, 1 september 2012) was een Nederlands muziekproducent, bekend van het langlopende TROS-Hilversum 3 en later Radio 3 radioprogramma Sesjun en als directeur-programmaleider TROS radio (1984-1989).
De Winter werkte aanvankelijk bij een kantoorboekhandel, en speelde drums in de avonduren. Hij begon zijn omroepcarrière in 1966 bij de VARA. In 1971 koos hij voor de TROS waar hij hoofdmedewerker Speciale Programma's werd. De Winter was met Cees Schrama de iniator van het jazzprogramma Sesjun. Na zijn pensionering in 1996 bleef hij producent van dit programma. Hij werd onderscheiden met verschillende jazzprijzen, waaronder de Bird Award van het North Sea Jazz Festival in 1999.
De Winter richtte in 1975 De Gooische Compagnie op, een gelegenheidsband van medewerkers uit diverse omroepen.